# Grupa Baera-Speckera
Grupa Baera-Speckera lub Speckera – przykład nieskończonej grupy abelowej będącej elementem konstrukcyjnym w teorii strukturalnej tego rodzaju grup. Definiuje się ją jako grupę {\displaystyle \mathbb {Z} ^{\mathbb {N} }} wszystkich ciągów liczb całkowitych z dodawaniem po składowych, tzn. iloczyn przeliczalnie wielu egzemplarzy {\displaystyle \mathbb {Z} .}
W 1937 roku Reinhold Baer dowiódł, grupa ta nie jest grupą abelową wolną; z kolei w 1950 roku Ernst Specker udowodnił, że każda przeliczalna podgrupa tej grupy jest grupą abelową wolną.
Grupa homomorfizmów z grupy Baera-Speckera w grupę abelową wolną skończonej rangi jest grupą abelową wolną przeliczalnej rangi. Stanowi to kolejny dowód na to, że grupa nie jest wolna.